# Retournac
Retournac – miejscowość i gmina we Francji, w regionie Owernia-Rodan-Alpy, w departamencie Górna Loara.
Według danych na rok 1990 gminę zamieszkiwało 2270 osób, a gęstość zaludnienia wynosiła 50 osób/km² (wśród 1310 gmin Owernii Retournac plasuje się na 94. miejscu pod względem liczby ludności, natomiast pod względem powierzchni na miejscu 59.).